# High Moon Studios
High Moon Studios, Inc. (anteriormente Sammy Entertainment Inc. y Sammy Studios, Inc.) es una desarrolladora de videojuegos estadounidense fundada en 2001. Tras casi un año como estudio independiente, la desarrolladora fue adquirida por Vivendi Games en enero de 2006 y se integró en Sierra Entertainment. Actualmente es propiedad de Activision. Ha desarrollado varios videojuegos de Transformers y ha colaborado en el desarrollo de algunos juegos de Call of Duty, así como de Destiny.

## Historia
Originalmente fue propiedad y fue operado por la empresa japonesa Sammy, y fue llamado Sammy Studios, Inc. se estableció como una desarrolladora independiente de videojuegos después de que Sammy-nido dejara de desarrollar videojuegos en América para centrarse en las ventas japonesas. En marzo de 2005, la compañía anunció que había adquirido el control total de Sammy Corporation, y había cambiado su nombre por el de High Moon Studios, Inc; con John Rowe como jefe de operaciones, el trato de volver a fabricar los juegos que desarrollaba Sammy y además crear nuevos juegos. En enero de 2005, se anunció que Vivendi Universal Games había adquirido a High Moon Studios. John Rowe, presidente y jefe de operaciones de High Moon, siguió administrando el estudio desde California.

## Juegos
- Darkwatch (2005) - (PS2, Xbox)
- Robert Ludlum's The Bourne Conspiracy (2008) - (PS3, Xbox 360)
- Transformers: War for Cybertron (2010) - (PC, PS3, Xbox 360)
- Transformers: Dark of the Moon (2011) - (PS3, Xbox 360)
- Transformers: Fall of Cybertron (2012) - (PC, PS3, Xbox 360)
- Deadpool (2013) (PC, Xbox 360, PS3)
- Call of Duty: Advanced Warfare (2014) - (PS3, Xbox 360)
- Destiny 2 (2017) - (PS4, Xbox One, PC)
- Call of Duty: Modern Warfare (2019) - (PS4, Xbox One, PC)